# 1902年鐵路
此條目列出1902年發生有關鐵路運輸的事件。

## 事件

### 1月

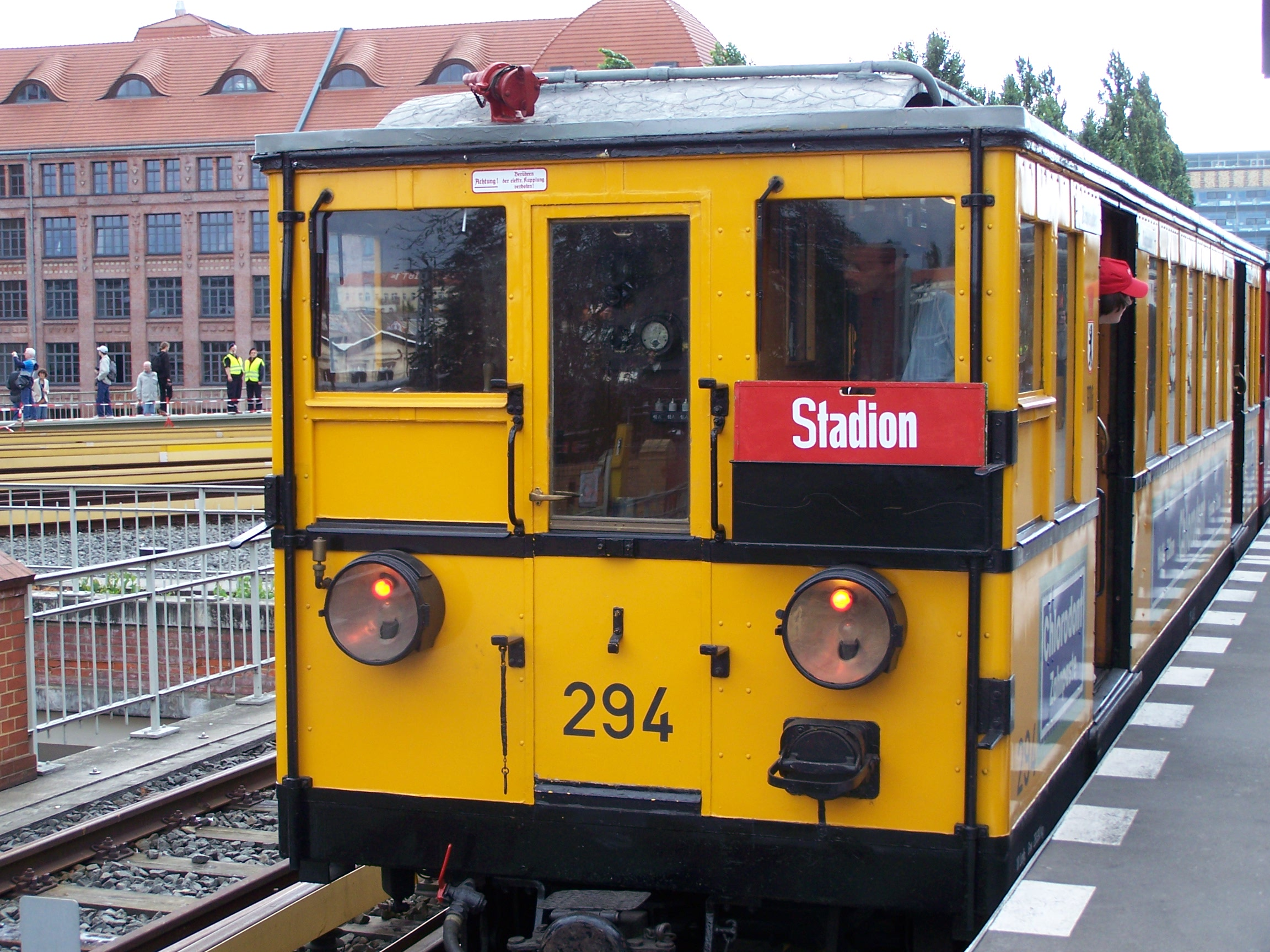
柏林地鐵

- 1月1日：瑞士聯邦鐵路成立。
- 1月14日：東清鐵路哈爾濱至滿州里段在沙俄佔領鐵路周邊土地下通車。

### 2月
- 2月15日：柏林地鐵通車。

### 4月
- 4月9日：倫敦地下電氣鐵路公司成立。
- 4月20日：縱貫線南段北延至嘉義車站。

### 5月
- 5月1日：加拿大太平洋鐵路取得渥太華、北方及西方鐵路（英语：Ottawa, Northern and Western Railway）[1]。
- 5月23日：渥太華、北方及西方鐵路（英语：Ottawa, Northern and Western Railway）列車轉移至渥太華寬街聯合車站[1]。

### 6月
- 6月1日：膠濟鐵路延長至濰縣（現濰坊）。
- 6月1日：五堵車站、崁仔腳驛（今內壢車站）啟用。
- 6月2日：由大都會區域鐵路（英语：Metropolitan District Railway）和倫敦、提伯利及紹森德鐵路（英语：London, Tilbury and Southend Railway）共同營運的白教堂及堡鐵路（英语：Whitechapel and Bow Railway）通車，大都會區域鐵路（英语：Metropolitan District Railway）由白教堂站延長行駛至舒伯里內斯站（英语：Shoeburyness railway station）。堡路站和斯特普尼綠地站分別在6月11日和23日啟用。
- 6月11日：中央本線全線通車。

### 8月
- 8月10日：縱貫線北段南延至中港（今竹南車站）。

### 10月
- 10月7日：巴黎地鐵2號線北線由星形站延長至安特衛普站。